# 國際安全管理章程

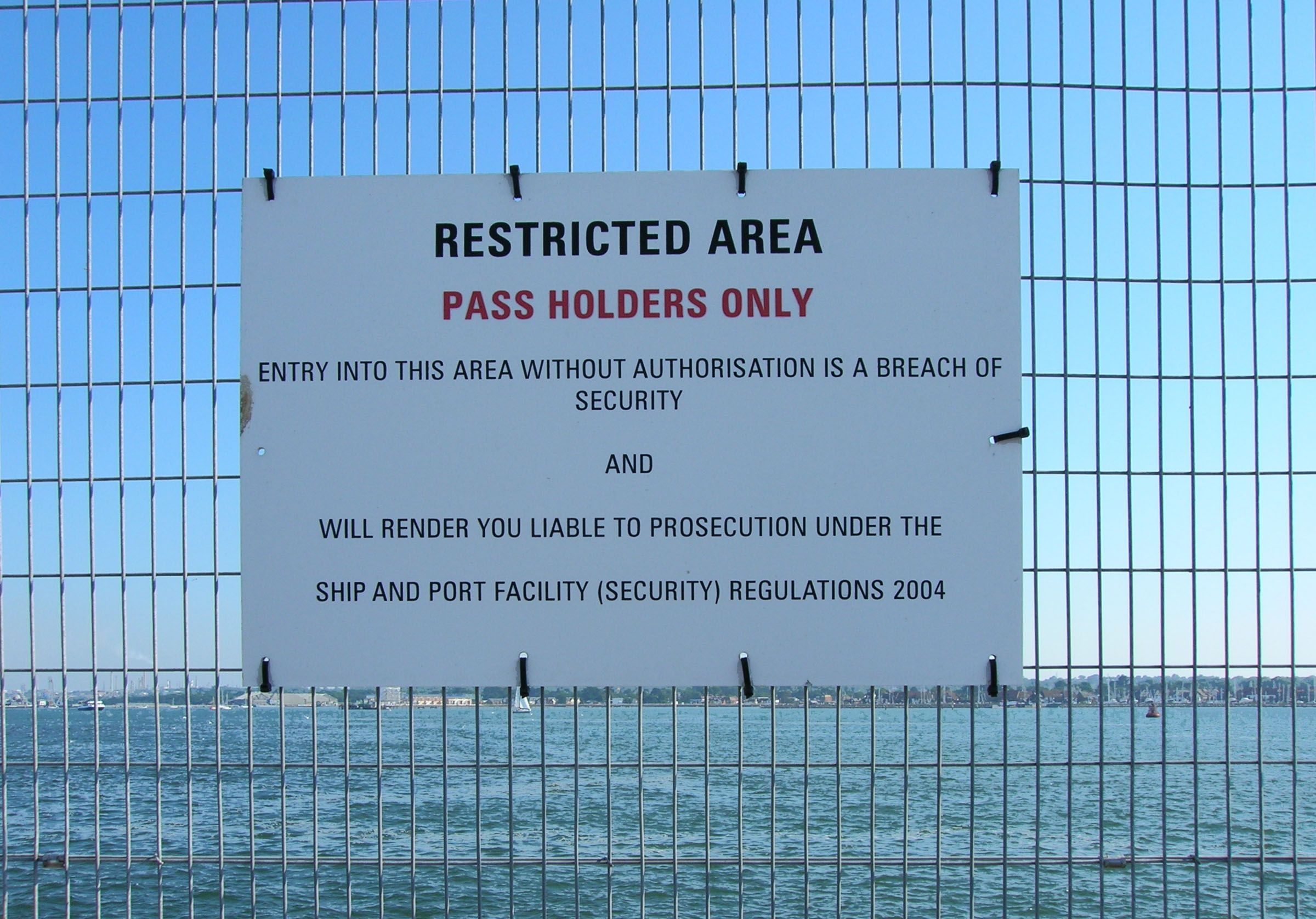
在英國南安普頓生效之ISPS Code，對其港口所規範的限制區域。

國際安全管理章程（英語：International Safety Management Code，簡稱ISM Code），係聯合國國際海事組織所制訂，提供了一個經營的船舶和污染預防和安全管理的國際標準。1994年，海上人命安全國際公約通過ISM Code納入其第IX章中。
ISM Code的目的有：
- 為了確保海上安全。
- 為了防止人命傷亡。
- 為了避免對環境和船舶的損害。